# Бискара, Полин
Полин Бискара (фр. Pauline Biscarat, родилась 8 мая 1989 года в Туре) — французская регбистка, полузащитница схватки (скрам-хав) клуба «Бобиньи 93», игрок женской сборной Франции по регби-7.

## Биография
Воспитанница школы клуба «Сен-Пьер-де-Кор». Дебютировала в 2008 году за команду «Бобиньи 93» по регби-7. В настоящее время учится на врача-остеопата.
В составе сборной Франции по регби-7 выступала на чемпионате мира 2013 года в Москве. Сыграла 5 матчей на Олимпиаде в Рио-де-Жанейро, набрав 10 очков благодаря 5 удачно пробитым реализациям (ещё 2 реализации были неудачными), но команда заняла 6-е место.